# Guidonische lettergrepen
De guidonische lettergrepen zijn de oud-Latijnse benamingen van de zes tonen van het hexachord, ut-re-mi-fa-sol-la, een groep van zes opeenvolgende tonen uit de diatonische toonladder.

De zes benamingen werden in de 11e eeuw bedacht door Guido van Arezzo. Pas in de 19e eeuw werd er een zevende toon aan het stelsel toegevoegd en in sommige landen de ut vervangen door do.
De acht eeuwen later ontstane reeks do-re-mi-fa-sol-la-si-do houdt geen verband meer met de muziekleer van Guido van Arezzo en zijn guidonische lettergrepen.

## Hexachorden
De guidonische lettergrepen (solmisatielettergrepen) werden in de Middeleeuwen gebruikt om zangers direct van het blad te leren zingen, zonder voorstudie van het materiaal. De namen werden ontleend aan de -in die dagen overbekende- hymne Ut quaeant laxis.

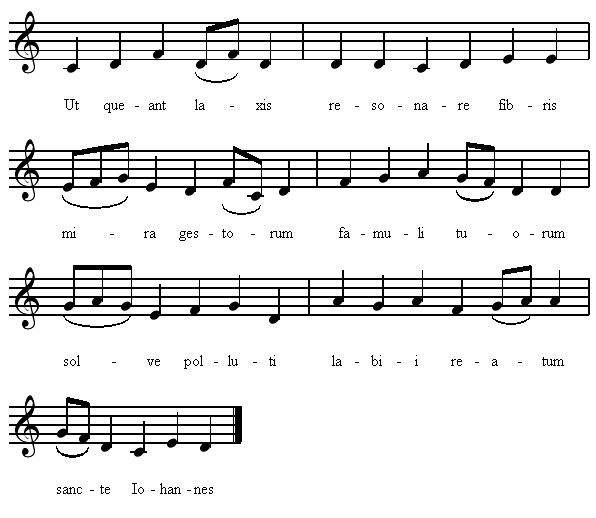
Tekst en melodie van Ut quaeant laxis

De melodie van deze hymne begint bij iedere regel steeds een toon hoger. De zes begintonen vormen een hexachord ut—re--mi-fa—sol—la. Binnen dit hexachord omspant alleen het middelste interval mi-fa een kleine secunde, de overige intervallen omspannen steeds een grote secunde. Dit betekent dat met de invoering van deze begrippen het mogelijk werd grote en kleine secundes in de notatie van elkaar te onderscheiden. Voordien kende men alleen de letterreeks A-B-C-D-E-F-G-A. De toonafstanden konden daarin grote of kleine zijn, uit de notatie bleek dat niet. Samen met de namen van het hexachord veranderde dat. Als men bijvoorbeeld een toon 'fa' noemde was er altijd een halve stap onder die toon.

In het oorspronkelijke hexachordenstelsel van Guido waren er maar zeven hexachorden. Zij begonnen ofwel op F, C of G. Zij werden respectievelijk mollum, naturale of durum genoemd. Natuurlijk werd in vele melodieën een groter bereik dan de zes tonen van een hexachord toegepast. In het guidonische systeem stapte men dan over van het ene hexachord op het andere. Bijvoorbeeld de sol van het ene hexachord werd de ut van het volgende. Men noemt dat muteren.
Omdat opeenvolgende hexachorden gewoonlijk een kwint in hoogte verschilden hoefde een interval mi - mi zeker niet altijd een priem of een octaaf te betekenen. Het kon ook heel goed een kwint of een kwart zijn. Soms werden muziekstukken naar een bepaald interval (bijvoorbeeld het begininterval) genoemd, Ockeghem schreef bijvoorbeeld een Missa Mi-Mi.
In het zeven hexachordenstelsel was er maar een noot van de reeks A-B-C-D-E-F-G-A die zowel een fa als een mi kon zijn, namelijk de B. Men noemde de twee ter onderscheiding B mollum en B durum (heden ten dage zouden we ze bes en b noemen, in het Duits heten ze echter respectievelijk b en h). Men schreef de eerste met een ronde B, de tweede met een hoekige B. Onze mol- en kruistekens zijn daar van afgeleid.
Later - in de Ars nova van na 1300 - werden ook hexachorden op andere tonen dan F, C en G toegestaan, zogenoemde fictieve hexachorden. Men gebruikte dan de ronde en vierkante B tekens om aan te geven waar hun mi of fa gelegen was. Men schreef bijvoorbeeld een ronde B (B mollum) op de lijn van de E om aan te geven dat dit de fa van een fictief hexachord was. Bij polyfone muziek konden de afzonderlijke stemmen in principe vrijelijk naar fictieve hexachorden muteren. Het is dus heel goed mogelijk dat een dergelijk 'voorteken' alleen maar bij een bepaalde stem geschreven wordt en niet bij de andere.
In de acht kerktoonsoorten konden alleen re, mi, fa of sol de grondtoon (tonica) zijn, maar in later tijden zou een nieuw toonsysteem ontstaan. Door het vrijelijk muteren werd het al snel vrij moeilijk te ontwaren wat precies de tonica was.

## Toonladders
Met de komst van de Renaissance veranderde het denken over het toonsysteem en de gebruikte toonreeksen sterk. De muziek werd tonaal en akkoorden begonnen een steeds grotere rol te spelen. Toch werd muziek nog lange tijd met behulp van het oude hexachordensysteem onderwezen. Vele eeuwen later pas (19e eeuw) werd de lettergreep ut door do vervangen (men voorkomt de zogeheten glottisslag) (van dominus) en werd er een zevende lettergreep si (van de beginletters van Sancte Ioanne) aan het systeem toegevoegd. Daarmee werd het hexachordenstelsel ook in het muziekonderwijs voorgoed vervangen door een stelsel van toonladders.
Er zijn wezenlijke verschillen met het oude systeem. Iedere toonladder omvat een heel octaaf in plaats van zes tonen, en twee kleine secundes in plaats van een. In het moderne toonsysteem representeert 'Do' de tonica of grondtoon van het akkoord of van de toonladder waarin het stuk geschreven staat.

## Hedendaags muziekonderwijs
In België, Frankrijk en ook nog wel in de Nederlandse provincie Limburg, maar ook in Spanje en Portugal en daardoor in geheel Zuid-Amerika, worden in de muziek de lettergreepnamen veelal gebruikt als absolute notennamen in plaats van de A t/m G-reeks: Do-Re-Mi-Fa-Sol-La-Si-Do. In het Franstalige gebied wordt nog steeds ook de 'Ut' gebruikt in plaats van de 'Do'.

### Mol en kruis
Ook voor verhoogde en verlaagde tonen heeft deze methode via de Franse toepassing van de guidonische lettergrepen een speciale benaming gevonden: de fis (verhoogde F) is bijvoorbeeld een samentrekking van fa dièse en de bes (verlaagde B) van si bémol.

Op die manier verkrijgt men de verhoogde tonen:

ais (A#), bis (B#), cis (C#), dis (D#), eïs (E#), fis (F#) en gis (G#)
en de verlaagde tonen:

as (vereenvoudiging van a-es) (A-mol), bes (B-mol), ces (C-mol), des (D-mol), es (vereenvoudiging van e-es) (E-mol), fes (F-mol) en ges (G-mol).
Men kan deze nomenclatuur verder toepassen voor dubbelverhoogde en dubbelverlaagde tonen: aisis (ais-is) (A##), enz. en voor de verlaagde tonen: ases (as-es) (A-dubbelmol), enz.
In het hedendaags muziekonderwijs en de zangkunst in het algemeen worden deze lettergrepen bij solfège-oefeningen dikwijls gebruikt, men noemt dat 'solmisatie'. De guidonische lettergrepen zijn hierbij niet noodzakelijkerwijs gekoppeld aan een absolute toonhoogte. De Do kan liggen op de C, maar evengoed op elke andere toon. Omdat de onderlinge afstand tussen do, re, mi etc. vastligt, is daarmee ook de (absolute) toonhoogte van de overige tonen bepaald.
Het Engelse Tonic sol-fa-systeem (of Tonica-Do) is een afgeleide van de guidonische lettergrepen.

## Afgeleide systemen
Naast het systeem van Guido van Arezzo waren er talloze andere systemen gangbaar gedurende bepaalde periodes in de geschiedenis. Hier enige voorbeelden:
- Carl Heinrich Graun (1704-1759) bedacht het damenisatiesysteem, dat gebruikmaakt van de lettergrepen da-me-ni-po-tu-la-be. Dit systeem werd vooral in zangoefeningen gangbaar.
- Daniel Hitzler stelde in 1628 een variant voor op het systeem van Hucbald: la-be-ce-de-me-fe-ge.
- Hubert Waelrant (1517-1595) bedacht bo-ce-di-ga-lo-ma-ni. De Belgische muziekpedagoog Bruno Bastin gebruikte deze relatieve notennamen in zijn bewerking Vivre la Musique, een vertaling van de Nederlandse methode voor Algemene Muzikale Vorming Spelen met Muziek van Pierre van Hauwe. In deze methode wordt het solmiseren van relatieve notennamen gecombineerd met musiceren (bijvoorbeeld op blokfluit of Orff-instrumenten) op absolute notennamen. Wanneer het Do-Re-Mi-systeem als absoluut systeem wordt gebruikt, zoals in Wallonië, Frankrijk, Italië, en het Iberisch Schiereiland kan dit door het gebruik van het relatieve Bo-Ce-Di-systeem toch eenvoudig worden gecombineerd.
- John Curwen bedacht een systeem om verhogingen en verlagingen te benamen. De verhogingen werden met uitgang u aangeduid, bijvoorbeeld 'du' was dan een verhoogde 'do', en verlagingen werden met de uitgang 'oe' aangeduid, bijvoorbeeld 'roe' was een verlaagde 're'.
- Ook Zoltán Kodály bedacht een systeem met verhogingen en verlagingen. In zijn methode voor solmisatie deelde hij de acht kerktoonladders zo in dat de ladders die een grote terts op de grondtoon hebben, met 'do' beginnen en de ladders die een kleine terts op de grondtoon hebben, met 'la' beginnen. Op deze manier krijgt de (hypo-)lydische toonladder (fa-ladder; 5-de en 6-de kerktoon) een verhoogde 4-de toon, 'fa' wordt 'fu', de lydische kwart, en de (hypo-)dorische toonladder( re-ladder; 1-ste en 2-de kerktoon) een verhoogde 6-de toon, de dorische sext. Ook nu wordt 'fa' een 'fu'. In de (hypo-)mixolydische toonladder (sol-ladder; 7-de en 8-ste kerktoon) is sprake van een verlaagde 7-de toon, 'ti' wordt 'toe', de mixolydische septiem. En in de (hypo-)frygische toonladder (mi-ladder; 3-de en 4-de kerktoon) wordt de 2-de toon verlaagd, weer 'ti' wordt 'toe', de frygische secunde. Uiteraard worden de majeur- en mineurtoonladders alle vanaf 'do' of 'la' gezongen, eventueel met verhogingen in de notennamen, al naargelang de verdeling van de halve tonen.
- Professor dr. Karel Philippus Bernet Kempers bedacht een systeem dat niet uitging van tonen maar van intervallen. Dit systeem staat bekend als het 'jamisatiesysteem'. Hierin wordt de hoofdletter van het interval met een letter aangegeven: de prime met 'j' (van "JA!", een bevestiging van de tonica), de secunde heet 'r' (van 're'), de terts heet 'm' (van 'mi'), de kwart 'v' (van 'fa' maar met een v om verwarring met de f uit het abcdefgh lettersysteem te vermijden), de kwint 's' (van 'sol'), de sext 'l' (van 'la') en de septime 't' (van 'ti'). Voorts kregen reine intervallen de uitgang 'a', grote intervallen 'i' en kleine intervallen 'o', overmatige intervallen 'u' en verminderde 'oe'. Dubbelovermatige werden met uitgang 'oe' aangeduid en dubbelverminderde met 'eu'. Dit systeem had als voordeel dat in tonale muziek normaal met ja-ri-mi-va-sa-li-ti-ja een toonladder in majeur kon worden gesymboliseerd, terwijl bijvoorbeeld de eolische toonladder dan ja-ri-mo-va-sa-lo-so-ja werd. Maar in atonale muziek kon dit systeem ook complexe akkoorden weergeven, door opsomming vanuit een bastoon. Voor een oktavering werd 'k gebruikt. Zo kan een complex akkoord bijvoorbeeld "sari'kli'k" heten, of "rosoetomo'k".
- Carl Eitz ontwikkelde het 'Tonwortsysteem' (ook wel 'latonisatie' genoemd), waarbij de benamingen geheel werden vernieuwd en er tevens een verband werd gelegd tussen chromatische, diatonische en harmonische benamingen.